# Бронцоло
Бронцоло (італ. Bronzolo) — муніципалітет в Італії, у регіоні Трентіно-Альто-Адідже, провінція Больцано.
Бронцоло розташоване на відстані близько 510 км на північ від Рима, 45 км на північний схід від Тренто, 12 км на південь від Больцано.
Населення — 2686 осіб (2014).

## Демографія
Населення за роками:

Станом на 1 січня 2023 року в муніципалітеті офіційно проживало 180 іноземців з 33 країн, серед них 48 громадян країн Євросоюзу та 8 громадян України.

## Сусідні муніципалітети
- Альдіно
- Лаївес
- Нова-Поненте
- Ора
- Вадена